# Angel Fire
Angel Fire è un villaggio degli Stati Uniti d'America della contea di Colfax nello Stato del Nuovo Messico. La popolazione era di 1,216 persone al censimento del 2010.
Il villaggio è stato fondato nel 1982 e incorporato nel 1986. La popolazione era di 1 048 abitanti secondo il censimento del 2000.
Oggi è una popolare località sciistica con un'elevazione di base di 2621 metri, un picco di 3254 metri e più di 2 km quadrati di piste di sci.
Angel Fire assieme alla vicina località di Eagle Nest raggiunge temperature invernali molto basse e ha un clima continentale secco.
A nord, fuori dalla U.S. Routes 64 si trova il Vietnam Veterans Memorial State Park creato dalla famiglia di David Westphal un Marine ucciso nella Guerra del Vietnam il 22 maggio 1968.

## Geografia fisica
Angel Fire è situata a 36°22′44″N 105°17′08″W (36.378808, -105.285658).
Secondo lo United States Census Bureau, ha un'area totale di 29,0 miglia quadrate (75,0 km²).

## Società

### Evoluzione demografica
Secondo il censimento del 2000, c'erano 1,048 persone.

### Etnie e minoranze straniere
Secondo il censimento del 2000, la composizione etnica della città era formata dal 90,46% di bianchi, lo 0,19% di afroamericani, l'1,05% di nativi americani, lo 0,95% di asiatici, il 4,48% di altre razze, e il 2,86% di due o più etnie. Ispanici o latinos di qualunque razza erano il 12,12% della popolazione.